# 칠레의 현

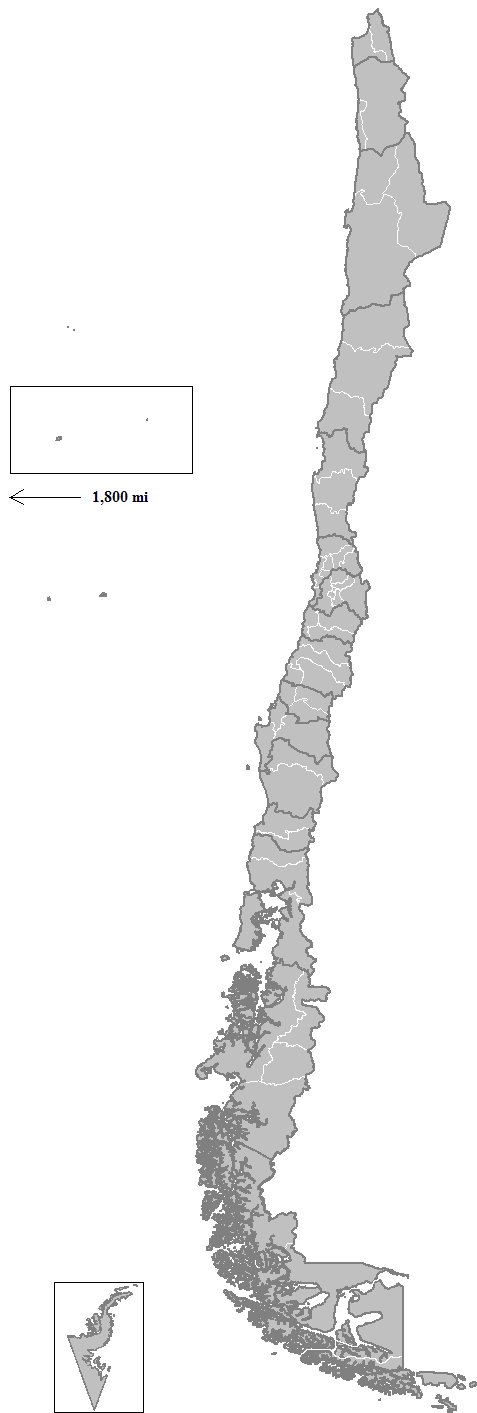
칠레의 현

칠레의 현은 칠레의 제2차 행정 구역이다. 칠레에는 54개 현이 있다. 주 다음에 해당하며 코무나 위에 위치한다. 산티아고 현을 제외한 모든 현에는 현장과 지방 의회와 지방 정부가 있다.

## 칠레의 현 목록
- 아리카 이 파리나코타 주
  - 아리카 현
  - 파리나코타 현
- 타라파카 주
  - 이키케 현
  - 타마루갈 현
- 안토파가스타 주
  - 안토파가스타 현
  - 엘로아 현
  - 토코피야 현
- 아타카마 주
  - 코피아포 현
  - 우아스코 현
  - 차냐랄 현
- 코킴보 주
  - 엘키 현
  - 리마리 현
  - 초아파 현
- 발파라이소 주
  - 이슬라데파스쿠아 현
  - 로스안데스 현
  - 마르가마르가 현
  - 페토르카 현
  - 키요타 현
  - 산안토니오 현
  - 산펠리페데아콩카과 현
  - 발파라이소 현
- 산티아고 수도주
  - 산티아고 현
  - 코르디예라 현
  - 마이포 현
  - 탈라간테 현
  - 멜리피야 현
  - 차카부코 현
- 리베르타도르헤네랄베르나르도오이긴스 주
  - 카차포알 현
  - 콜차과 현
  - 카르데날카로 현
- 마울레 주
  - 탈카 현
  - 리나레스 현
  - 쿠리코 현
  - 카우케네스 현
- 비오비오주
  - 콘셉시온 현
  - 뉴블레 현
  - 비오비오현
  - 아라우코 현
- 아라우카니아 주
  - 카우틴 현
  - 마예코 현
- 로스리오스 주
  - 발디비아 현
  - 랑코 현
- 로스라고스 주
  - 양키우에 현
  - 오소르노 현
  - 칠로에 현
  - 팔레나 현
- 아이센델헤네랄카를로스이바녜스델캄포 주
  - 코이아이케 현
  - 아이센 현
  - 헤네랄카레라 현
  - 카피탄프라트 현
- 마가야네스 이 안타르티카칠레나 주
  - 마가야네스 현
  - 티에라델푸에고 현
  - 울티마에스페란사 현
  - 안타르티카칠레나 현

## 같이 보기
- 칠레의 주